# Kondratice
Kondratice je osada, část obce Popovice v okrese Benešov. Nachází se asi 1,5 km na jihozápad od Popovic. V roce 2009 zde byly evidovány čtyři adresy. Kondratice leží v katastrálním území Popovice u Benešova o výměře 11,71 km².

## Historie
První písemná zmínka o vesnici pochází z roku 1400.